# Roquefort (Gers)
Roquefort (gaskognisch: Ròcahòrt) ist eine französische Gemeinde mit 277 Einwohnern (Stand: 1. Januar 2022) im Département Gers in der Region Okzitanien (vor 2016 Midi-Pyrénées). Sie gehört zum Arrondissement Auch und zum Kanton Gascogne-Auscitaine. Roquefort ist zudem Mitglied des 2001 gegründeten Gemeindeverbands Grand Auch Cœur de Gascogne.

## Lage
Roquefort liegt etwa zehn Kilometer nördlich der Stadt Auch am Fluss Gers, der die Gemeinde im Osten begrenzt. Umgeben wird Roquefort von den Nachbargemeinden Puységur im Norden, Sainte-Christie im Osten, Roquelaure im Süden, Peyrusse-Massas im Süden und Südwesten, Mérens im Westen und Südwesten sowie Lavardens im Westen und Nordwesten.

## Bevölkerungsentwicklung
| Jahr                                                | 1962 | 1968 | 1975 | 1982 | 1990 | 1999 | 2006 | 2011 | 2018 |
| Einwohner                                           | 163  | 140  | 102  | 175  | 222  | 230  | 225  | 270  | 289  |
| Quellen: Cassini und INSEE; heutiges Gemeindegebiet |      |      |      |      |      |      |      |      |      |

## Sehenswürdigkeiten
- Kirche Saint-Jean-Baptiste